# Ведерника
Ве́дерника  (эст. Vedernika, на местном наречии также Веденика) — деревня в волости Сетомаа уезда Вырумаа, Эстония. Исторически относится к нулку Рааква. 
До административной реформы местных самоуправлений Эстонии 2017 года входила в состав волости Вярска уезда Пылвамаа.

## География и описание
Расположена на расстоянии 33 километров к востоку от уездного центра — города Выру и в 12 километрах к югу от волостного центра — посёлка Вярска. Высота над уровнем моря — 66 метров. Через деревню протекает ручей Матсури.
Климат умеренный. Официальный язык — эстонский. Почтовый индекс — 64029.

## Население
По данным переписи населения 2021 года, в Ведерника насчитывалось 9 жителей, из них 6 (66,7 %) — эстонцы.
По данным переписи населения 2011 года, в деревне проживали 5 человек, из них 3 (60,0 %) — эстонцы (сету в перечне национальностей выделены не были).
Численность населения деревни Ведерника по данным переписей населения СССР и Департамента статистики Эстонии:
| Год  | 1959 | 1970 | 2000 | 2011 | 2017 | 2018 | 2019 | 2020 | 2021 |
| ---- | ---- | ---- | ---- | ---- | ---- | ---- | ---- | ---- | ---- |
| Чел. | 80   | ↘ 57 | ↘ 18 | ↘ 5  | ↗ 16 | ↘ 14 | ↗ 16 | ↘ 11 | ↘ 6  |

## История
Первое упоминание о деревне содержится в списке деревень Печорского монастыря от 1652 года: она там упоминается как Тонищево. В письменных источниках 1781 года упоминаются Танищина, ведерникова, 1788 года — танищина, 1882 года —Танищево, 1903 года — Wedernika, 1904 года — Vedenika, Vedernika, Тани́щево, 1923 года — Taniševo.
На военно-топографических картах Российской империи (1846–1863 годы), в состав которой входила Лифляндская губерния, деревня обозначена как Танищева.
В XIX веке деревня входила в состав общины Сяпина и относилась к Печорскому приходу.
В 1977–1997 годах Ведерника была поделена между деревнями Матсури и Ваартси.

## Происхождение топонимов
Русское название деревни Танище может посредством добавочного имени Танищев происходить от слова тоня («рыбалка», «рыбачий шалаш») или тонь («тонкий», «тоненький»).
По мнению эстонского языковеда Яака Симма топоним Ведерника может происходить от фамилии Ведерников или от названия выполняемого ремесла — ведерник (ремесленник, делающий и продающий вёдра). В старо-русских письменных источниках упоминается личное имя Ведерникъ (XV и XVII века), а также фамилия Ведерниковъ (XVII век). Одноимённая деревня сету находится на территории России и относится к нулку Саатсеринна. Когда-то это была большая деревня, а к лету 2009 года там остался жилым только один двор.

## Галерея
- Ведерника, 1912 год
- В деревне
- Окно дома
- Семья сетусцев на ступеньках дома
- У колодца
- 16-летняя жительница деревни

## Комментарии
1. ↑  Эстонские топонимы, оканчивающиеся на -а, не склоняются и не имеют женского рода (исключение — Нарва)[9].